# Adrien Dembour
Adrien Dembour (1799-1887) est un auteur et imprimeur français. 

## Biographie
Fils du graveur Jean Dembour (1774-1813), Adrien Népomucène Dembour naît le 6 juin 1799 à Metz en Lorraine. Après ses études, il travaille dans l'imprimerie paternelle, place Saint-Louis à Metz. 
En 1825, Adrien épouse Eugénie Fulhaber, avec qui il aura cinq enfants. Ouvert aux idées libérales, il est considéré comme « exalté » par le pouvoir policier de l'époque, avant d'être considéré comme « plus modéré », en 1833. 
Membre de la Société philanthropique de l'académie de Metz, Adrien Dembour obtient un brevet de libraire le 13 avril 1835. Comme lithographe, il s'associe avec un autre Lorrain de Lunéville, le sieur Gangel (1820-1879), en 1840. Pour la fabrication des images et notamment leur légendage, il doit utiliser des presses typographiques. Aussi, après quatre années de tracasseries administratives, Dembour obtient le brevet d'« Imprimeur en lettres » le 14 janvier 1840. 
Sa production est largement populaire et ouvertement Bonapartiste. L'imprimeur se retire le 19 avril 1852. 
Adrien Dembour meurt le 2 mai 1887 à Vittonville, en Lorraine.

## Publications
- Vue du camp de la Grange-aux-Dames...Noms des généraux et chefs de corps qui ont pris part aux opérations du simulacre du siège de Metz, Metz : impr. de Dembour et Gangel, 1844.
- Cours de dessin linéaire à l'usage des écoles primaires, des ouvriers des villes et des campagnes. précédé de la géométrie pratique de Sébastien Le Clerc, Paris : A. Delalain ; Lunéville : Creusat, 1835.
- Charte de confirmation des biens de l'abbaye de Sainte-Glossinde, accordée aux religieuses de cette communauté par Thierri Ier, XLVIIe évêque de Metz, le 1er février 968, publiée par Dembour et Gangel d'après une copie faite en 1293 par Othin, clerc de Bioncourt... précédée d'une notice sur l'abbaye de Sainte-Glossinde, par M. le Bon Emmanuel d'Huart,  Metz : impr. de Dembour et Gangel, 1843.
- Exercices de lecture pour familiariser les enfants avec les manuscrits, Épinal : Pellerin, 1854.
- Le Jeune industriel, alphabet complet des arts et métiers, Metz : impr. de Dembour et Gangel.
- Livre d'images. Histoire pour les petits enfants, Paris, rue Serpent.